# Giáo phận Công giáo tại Trung Quốc
Giáo hội Công giáo tại Trung Quốc ở Đại lục (gồm cả các lãnh thổ riêng biệt như Hồng Kông và Ma Cao) hiện tại được Tòa Thánh Vatican tổ chức theo không gian địa giới gồm có 20 giáo tỉnh. Mỗi giáo tỉnh nêu trên lại được chia thành các giáo phận cùng một tổng giáo phận. Theo đó, trên lãnh thổ Trung Hoa (bao gồm cả Trung Quốc đại lục và Đài Loan) có tất cả 21 tổng giáo phận và 98 giáo phận trực thuộc giáo tỉnh. Đứng đầu mỗi tổng giáo phận là một Tổng giám mục (có thể mang thêm tước Hồng y), đứng đầu mỗi giáo phận là một Giám mục. Ngoài ra, tại Đại lục còn có 2 giáo phận, 1 Giám quản Tông Tòa và 29 Phủ doãn Tông Tòa trực thuộc Tòa Thánh.
Bên cạnh đó, tại Trung Quốc còn tồn tại một hệ thống giáo phận riêng do Giám mục đoàn Công giáo Trung Quốc tổ chức. Hệ thống này được chính quyền Trung Quốc ủng hộ nhưng không được Tòa Thánh công nhận. Do tác động từ chính quyền Trung Quốc, nhiều giáo phận thuộc Tòa Thánh trong tình trạng trống tòa hoặc cản tòa. Đối lại, Tòa Thánh tuyên bố phạt vạ tuyệt thông đối với các giám mục do Hội Công giáo Yêu nước Trung Quốc phong chức mà không được Tòa Thánh phê chuẩn.

## Lịch sử

### Vùng truyền giáo sơ khai
Cơ đốc giáo được truyền bá vào Trung Quốc từ thời Đường qua con đường tơ lụa. Tuy nhiên, do ảnh hưởng của thời kỳ Trung Cổ kéo dài, cộng với sự phát triển mạnh mẽ của Phật giáo và Nho giáo, mà Thiên Chúa giáo hầu như không thể phát triển ở Trung Quốc một thời gian dài. Mãi đến thế kỷ thứ 13, khi gót sắt chinh phục của Đế chế Mông Cổ lan đến châu Âu, trớ trêu thay lại là điều kiện để các nhà truyền giáo phát triển tại Trung Quốc, dưới sự bảo hộ của các Đại hãn Nguyên - Mông. Những hoạt động của các nhà truyền giáo thuộc Giáo hội Công giáo Rôma được ghi lại trong các tài liệu Trung Quốc vào thế kỷ 13. Đặc biệt với hành trạng của vị linh mục dòng Phanxicô người Ý là Giovanni da Montecorvino, người đã đến Khanbaliq, tức Đại Đô của nhà Nguyên (nay là Bắc Kinh) vào năm 1294, được yết kiến Nguyên Thành Tông. Năm 1299, ông đã cho xây dựng một nhà thờ và năm 1305 xây thêm một nhà thờ nữa ở đối diện với Hoàng cung. Sau khi nghiên cứu ngôn ngữ địa phương, ông bắt đầu dịch Tân Ước và Thánh Vịnh, ước tính đã cải đạo cho từ 6.000 đến 30.000 người vào những năm 1300. Năm 1307, Giáo hoàng Clêmentê V đã cho xác lập Tổng giáo phận Khanbaliq, một giáo phận lớn nhất trong lịch sử Công giáo, với phạm vi bao trùm hầu hết Đế chế Nguyên Mông. Giáo hoàng cũng phong Giovanni da Montecorvino lên bậc Tổng giám mục Tổng giáo phận Khanbaliq, kèm theo ngôi Thượng phụ hiệu tòa Viễn Đông. Bảy giám mục dòng Phanxicô cũng được cử đến Trung Quốc để hỗ trợ cho Montecorvino cai quản vùng truyền giáo rộng lớn này. Tuy nhiên, chỉ có ba người đến nơi vào năm 1308. Năm 1312, thêm 3 giám mục nữa đến từ Rome để hỗ trợ cho Montecorvino. Năm 1313, Giáo phận Thứ Đồng được thành lập, và đến năm 1320, Giáo phận Ili-baluc thành lập, đều tách ra từ Tổng giáo phận Khanbaliq. Tuy có những thành công bước đầu, số tín đồ chỉ trong thời gian ngắn đạt đến hơn 6 vạn người ở vùng Đại Đô, nhưng do nhiều nhân tố, mà quan trọng nhất là sự suy tàn của nhà Nguyên, nhân tố bảo trợ cho sự phát triển của Cơ đốc giáo, dẫn đến sự chấm dứt hoạt động của sứ mệnh truyền giáo. Năm 1368, quân Minh công chiếm Đại Đô, đuổi người Mông Cổ lên mạc Bắc. Năm 1375, Tổng giáo phận Khanbaliq bị triệt tiêu.

### Nỗ lực lập lại vùng truyền giáo của dòng Tên
Cuối thể kỷ thứ XV, nổi lên các hạm đội thực dân của 2 cường quốc trên biển là Tây Ban Nha và Bồ Đào Nha. Đi theo những hạm đội thực dân, các nhà truyền giáo bắt đầu nối lại hoạt động hướng đến Trung Quốc. Đều là những quốc gia Công giáo kỳ cựu, cả Tây Ban Nha lẫn Bồ Đào Nha cạnh tranh nhau quyết liệt trong địa hạt kinh tế và khai thác thuộc địa, cũng như hoạt động truyền giáo. Các mâu thuẫn lớn đến mức, cả hai nước phải cùng xin Giáo hoàng làm trọng tài giải quyết. Do đó, Giáo hoàng Alexandre VI đã ban Sắc chỉ "Inter Caetera" ngày 4 tháng 5 năm 1493, phân chia theo hướng Đông Tây quả địa cầu cho hai vương quốc Bồ Đào Nha và Tây Ban Nha, theo đó vùng đất bờ phía Tây Phi Châu và vùng Đông Ấn, bao quát từ Ấn Độ, Xiêm La, Malacca, Sumatra, Java, Đại Việt, Trung Hoa và Nhật Bản, được đặt dưới chế độ bảo trợ của Bồ Đào Nha. Phần lại của thế giới mới được đặt dưới chế độ bảo trợ của Tây Ban Nha.
Về sau, để thuận lợi hơn trong vấn đề truyền giáo, ngày 3 tháng 11 năm 1534, Giáo hoàng Phaolô III ban Sắc chỉ "Aequum Reputamus" thiết lập Giáo phận Goa khởi từ mũi Hảo Vọng (Nam Phi) đến Nhật Bản. Ngày 4 tháng 2 năm 1557, Giáo hoàng Phaolô IV ký Sắc chỉ "Pro Exellenti Praeminentia" thiết lập Giáo phận Malacca, bao gồm lãnh thổ Indonesia, Malaysia, Xiêm, Cam Bốt, Chàm, Đại Việt, Trung Hoa và Nhật Bản. Năm 1558, giáo sĩ Jorge da Santa Lucia, Dòng Đa Minh Bồ Đào Nha, được phong Giám mục tiên khởi Giáo phận Malacca.
Đến ngày 23 tháng 1 năm 1576, Giáo hoàng Grêgôriô XIII ban Sắc chỉ "Super Specula Militantis Ecclesiae", thành lập Giáo phận Macau, tách ra từ Giáo phận Malacca, gồm lãnh thổ Trung Hoa, Đại Việt và Nhật Bản. Giám mục Didacus Nunnez Figueira, người Bồ Đào Nha, được đặt làm giám mục tiên khởi của giáo phận. Như vậy, Giáo phận Macau là giáo phận lâu đời nhất vẫn còn tồn tại trên lãnh thổ Trung Quốc.
Mặc dù Giáo phận Macau được Tòa Thánh phân cho các nhà truyền giáo Bồ Đào Nha, tuy nhiên hoạt động truyền giáo mạnh mẽ nhất lại ghi công cho các nhà truyền giáo dòng Tên người Tây Ban Nha. Mặc dù không thành công ở Nhật Bản, nhưng các giáo sĩ dòng Tên đã đạt được nhiều kết quả ở cả Trung Hoa và Đại Việt. Đặc biệt, với nỗ lực của Matteo Ricci, các giáo sĩ dòng Tên biết cách dung hợp với truyền thống Trung Hoa, cũng như thông qua các hoạt động giáo dục, truyền bá khoa học kỹ thuật, tạo được rất nhiều thiện cảm với Thanh đế Khang Hy, từ đó thuận lợi hơn trong việc truyền giáo.
Giáo phận Macau không lớn bằng Tổng giáo phận Khanbaliq trước kia, nhưng vùng lãnh thổ nó vẫn rất rộng lớn. Với nỗ lực của các giáo sĩ dòng Tên, các vùng truyền giáo nhanh chóng phát triền về số lượng. Vì vậy, trong những năm sau đó, giáo phận này liên tục được tách ra thành các vùng truyền giáo nhỏ hơn để thuận tiện cho việc thi hành mục vụ. Năm 1588, Giáo phận Funai (Phủ Nội) tách ra từ giáo phận Macau, tương ứng với vùng truyền giáo Nhật Bản ngày nay. Năm 1658, Hạt Đại diện Tông Tòa Nam Kinh được thành lập, tách ra từ giáo phận Macau. Một năm sau, 2 hạt Đại diện Tông Tòa Đàng Trong và Đàng Ngoài cũng được tách ra từ giáo phận Macau, tương ứng với hầu hết Việt Nam ngày nay.
Năm 1674, Linh mục Grêgôriô La Văn Tảo được Giáo hoàng Innôcentê XI phong làm Giám mục hiệu tòa Basilinopolis, Đại diện Tông Tòa Nam Kinh, trở thành giám mục người Hoa tiên khởi. Ông cũng chính là Linh mục người Hoa tiên khởi khi chịu chức này vào năm 1656.
Năm 1690, Hạt Đại diện Tông Tòa Nam Kinh được tách thành 2 giáo phận là Giáo phận Nam Kinh và Giáo phận Bắc Kinh.
Năm 1696, hai hạt Đại diện Tông Tòa Sơn Tây và Thiểm Tây được tách ra từ Giáo phận Nam Kinh. Tuy nhiên, đến năm 1712, hai hạt này hợp nhất lại thành Hạt Đại diện Tông Tòa Thiểm Tây Sơn Tây.
Tuy nhiên, sự bảo thủ đến khắc nghiệt của giáo hội đối với sự khoáng đạt đối với truyền thống Trung Quốc của các giáo sĩ dòng Tên, vô hình trung gây ra tác động tiêu cực đối với nhà Thanh, dẫn đến các chỉ dụ cấm đạo gay gắt. Sự ưu ái của các hoàng đế nhà Thanh đối với Công giáo chấm dứt, những nỗ lực phát triển truyền giáo thích nghi với truyền thống Trung Hoa của các giáo sĩ dòng Tên cuối cùng đã đổ sông đổ bể. Hoạt động truyền giáo tại Trung Hoa từ đầu thế kỷ XVIII bị thu hẹp, chỉ còn là một phần rất nhỏ so với ánh hào quang do các giáo sĩ dòng Tên đã gầy dựng nên.

### Công cuộc truyền giáo trong bối cảnh Liệt cường qua phân
Năm 1831
- Hạt Đại diện Tông Tòa Triều Tiên tách ra từ Giáo phận Bắc Kinh, tương ứng với vùng bán đảo Triều Tiên ngày nay.

Năm 1838
- Hạt Đại diện Tông Tòa Liêu Đông tách ra từ Giáo phận Bắc Kinh.

Năm 1839
- Hạt Đại diện Tông Tòa Sơn Đông tách ra từ Giáo phận Bắc Kinh.

Năm 1841
- Hạt Phủ doãn Tông Tòa Hong Kong tách ra từ giáo phận Macau.

Năm 1848
- Hạt Đại diện Tông Tòa Lưỡng Quảng tách ra từ giáo phận Macau.

Năm 1856
- Giáo phận Bắc Kinh bị giải thể, tách thành các hạt Đại diện Tông Tòa Tây Nam Trực Lệ, Đông Nam Trực Lệ và Bắc Trực Lệ.

Năm 1874
- Hạt Phủ doãn Tông Tòa Hong Kong được nâng thành Hạt Đại diện Tông Tòa.

Năm 1875
- Hạt Đại diện Tông Tòa Lưỡng Quảng tách thành Hạt Đại diện Tông Tòa Quảng Đông và Hạt Phủ doãn Tông Tòa Quảng Tây.

Năm 1885
- Hạt Đại diện Tông Tòa Sơn Đông tách thành hạt Đại diện Tông Tòa Bắc Sơn Đông và Nam Sơn Đông.

Năm 1894
- Hạt Đại diện Tông Tòa Đông Sơn Đông tách ra từ Hạt Đại diện Tông Tòa Bắc Sơn Đông.

Năm 1899
- Hạt Đại diện Tông Tòa Đông Trực Lệ tách ra từ Hạt Đại diện Tông Tòa Bắc Trực Lệ.

Năm 1910
- Hạt Đại diện Tông Tòa Trung Trực Lệ tách ra từ Hạt Đại diện Tông Tòa Bắc Trực Lệ

### Công giáo trong thời đầu Cộng hòa
Năm 1912
- Hạt Đại diện Tông Tòa Duyên hải Trực Lệ tách ra từ Hạt Đại diện Tông Tòa Bắc Trực Lệ

Năm 1914
- Hạt Đại diện Tông Tòa Quảng Đông tách thành Hạt Đại diện Tông Tòa Quảng Châu và Hạt Đại diện Tông Tòa Triều Châu.

Năm 1915
- Hạt Đại diện Tông Tòa Triều Châu được đổi thành Hạt Đại diện Tông Tòa Sán Đầu.

Năm 1920
- Hạt Đại diện Tông Tòa Thiều Châu tách ra từ Hạt Đại diện Tông Tòa Quảng Châu.
- Hạt Đại diện Tông Tòa Việt Tây Hải Nam cũng được tách ra từ Hạt Đại diện Tông Tòa Quảng Châu, tương ứng vùng Tây Quảng Đông và Hải Nam.

Năm 1921
- Hạt Đại diện Tông Tòa An Huy tách ra từ Hạt Đại diện Tông Tòa Giang Nam.

Năm 1924
- Hạt Phủ doãn Tông Tòa Giang Môn tách ra từ Hạt Đại diện Tông Tòa Sán Đầu.
- Hạt Phủ doãn Tông Tòa Lễ Huyện tách ra từ Hạt Đại diện Tông Tòa Trung Trực Lệ và Hạt Đại diện Tông Tòa Tây Nam Trực Lệ.
- Các hạt Đại diện Tông Tòa được đổi tên gồm: Việt Tây Hải Nam thành Bắc Hải, An Huy thành Vu Hồ, Trung Trực Lệ thành Bảo Định Phủ, Tây Nam Trực Lệ thành Chính Định Phủ, Duyên hải Trực Lệ thành Thiên Tân, Đông Trực Lệ thành Vĩnh Bình Phủ, Đông Nam Trực Lệ thành Hiến Huyện, Bắc Trực Lệ thành Bắc Kinh, Bắc Sơn Đông thành Tế Nam Phủ, Đông Sơn Đông thành Chi Phù.

Năm 1926
- Hạt Đại diện Tông Tòa Tuyên Hóa Phủ tách ra từ Hạt Đại diện Tông Tòa Bắc Kinh.

Năm 1927
- Hạt Phủ doãn Tông Tòa Giang Môn được nâng thành Hạt Đại diện Tông Tòa.
- Vùng truyền giáo Lâm Thanh tách ra từ Hạt Đại diện Tông Tòa Tế Nam Phủ.

Năm 1929
- Hạt Phủ doãn Tông Tòa Lễ Huyện được nâng thành Hạt Đại diện Tông Tòa An Quốc.
- Hạt Đại diện Tông Tòa An Khánh tách ra từ Hạt Đại diện Tông Tòa Vu Hồ.
- Hạt Đại diện Tông Tòa Bạng Phụ tách ra từ Hạt Đại diện Tông Tòa Vu Hồ.
- Hạt Phủ doãn Tông Tòa Gia Ứng tách ra từ Hạt Đại diện Tông Tòa Sán Đầu.
- Hạt Phủ doãn Tông Tòa Triệu Huyện tách ra từ Hạt Đại diện Tông Tòa Chính Định Phủ.
- Hạt Phủ doãn Tông Tòa Vĩnh Niên tách ra từ Hạt Đại diện Tông Tòa Hiến Huyện.
- Vùng truyền giáo Hải Nam được tách ra từ Hạt Đại diện Tông Tòa Quảng Châu.
- Vùng truyền giáo Dịch Huyện tách ra từ Hạt Đại diện Tông Tòa Bảo Định Phủ và Hạt Đại diện Tông Tòa Bắc Kinh.
- Vùng truyền giáo Trương Điếm tách ra từ Hạt Đại diện Tông Tòa Tế Nam Phủ.

Năm 1931
- Vùng truyền giáo Lâm Thanh được nâng thành Hạt Phủ doãn Tông Tòa.
- Hạt Phủ doãn Tông Tòa Ích Đô Huyện và Vùng truyền giáo Uy Hải tách ra từ Hạt Đại diện Tông Tòa Chi Phù.

Năm 1932
- Hạt Phủ doãn Tông Tòa Triệu Huyện được nâng thành Hạt Đại diện Tông Tòa.
- Vùng truyền giáo Trương Điếm được nâng thành Hạt Phủ doãn Tông Tòa.

Năm 1933
- Hạt Phủ doãn Tông Tòa Vĩnh Niên được nâng lên Hạt Đại diện Tông Tòa.
- Hạt Phủ doãn Tông Tòa Thuận Đức Phủ tách ra từ Hạt Đại diện Tông Tòa Chính Định Phủ.

Năm 1935
- Vùng truyền giáo Dịch Huyện được nâng thành Hạt Phủ doãn Tông Tòa.
- Hạt Phủ doãn Tông Tòa Đại Danh tách ra từ Hạt Đại diện Tông Tòa Hiến Huyện.

Năm 1936
- Vùng truyền giáo Hải Nam được nâng thành Hạt Phủ doãn Tông Tòa.

Năm 1937
- Hạt Phủ doãn Tông Tòa Truân Khê tách ra từ Hạt Đại diện Tông Tòa Vu Hồ.
- Hạt Phủ doãn Tông Tòa Trương Điếm được nâng thành Hạt Đại diện Tông Tòa Chu Thôn.

Năm 1939
- Hạt Phủ doãn Tông Tòa Cảnh Huyện tách ra từ Hạt Đại diện Tông Tòa Hiến Huyện.

Năm 1940
- Giáo phận Díli tách ra từ giáo phận Macau, tương ứng vùng các đảo quốc Đông Nam Á ngày nay.

Năm 1944
- Hạt Phủ doãn Tông Tòa Thuận Đức Phủ được nâng thành Hạt Đại diện Tông Tòa.

### Thành lập hàng Giáo phẩm Trung Quốc
Năm 1946
- Các hạt Đại diện Tông Tòa được nâng thành Tổng giáo phận gồm An Khánh, Bắc Kinh, Nam Kinh, Quảng Châu...
- Các hạt Đại diện Tông Tòa được nâng thành Tổng giáo phận và đổi tên gồm: Tế Nam Phủ đổi thành Tế Nam...
- Các hạt Đại diện Tông Tòa được nâng thành Giáo phận gồm An Quốc, Bắc Hải, Chu Thôn, Giang Môn, Hiến Huyện, Hong Kong, Sán Đầu, Thiên Tân, Thiều Châu, Triệu Huyện, Vĩnh Niên, Vu Hồ...
- Các hạt Đại diện Tông Tòa được nâng thành Giáo phận và đổi tên gồm: Bảo Định Phủ thành Bảo Định, Chính Định Phủ thành Chính Định, Thuận Đức Phủ thành Thuận Đức, Vĩnh Bình Phủ thành Vĩnh Bình, Tuyên Hóa Phủ thành Tuyên Hóa, Chi Phù thành Yên Đài.

Năm 1947
- Các hạt Phủ doãn Tông Tòa được nâng thành Giáo phận gồm Cảnh Huyện, Đại Danh...

## Hai hệ thống giáo phận
Hệ thống các giáo phận tại Trung Quốc do Tòa Thánh thiết lập về cơ bản năm 1946. Tuy nhiên, từ sau năm 1949, tồn tại một hệ thống các giáo phận phát triển sau do Giám mục đoàn Công giáo Trung Quốc thiết lập, nhưng không được Tòa Thánh công nhận. Từ đó hình thành 2 hệ thống giáo phận cũng như chức sắc giáo phẩm khác nhau.

### Hệ thống giáo phận chính thống
Dưới đây là hệ thống giáo phận chính thống do Tòa Thánh thiết lập. Theo đó, lãnh thổ Trung Hoa (bao gồm Trung Quốc Đại lục, Đài Loan, Hongkong và Macau) được chia thành 21 tổng giáo phận, 102 giáo phận và 28 hạt Phủ doãn Tông Tòa.
(Cập nhật thời điểm đến ngày 20 tháng 1 năm 2025)
Các giáo phận thuộc giáo tỉnh Đại lục
- Ghi chú:
- Các tên giám mục in nghiêng là giám mục chưa được sự chấp thuận từ Tòa Thánh, cắt đứt hiệp thông với Giáo hội Công giáo Rôma.
- Các chức vụ có gắn dấu * chỉ chức vụ không được Tòa Thánh chấp thuận, giám mục từng do chính quyền Trung Quốc tấn phong nhưng đã quay về hiệp thông với Giáo hội Công giáo Rôma.
- Các chức vụ có gắn dấu (*) là chức vụ do chính quyền Trung Quốc bắt buộc Giám mục của Giáo hội Công giáo Rôma thực hiện, đôi khi thể hiện quan điểm chính quyền Trung Quốc.

| STT | Giáo phận                                              | Thành lập | Giám mục quản nhiệm                                                              | Nhà thờ chính tòa                                       |
| --- | ------------------------------------------------------ | --------- | -------------------------------------------------------------------------------- | ------------------------------------------------------- |
| 1   | Tổng giáo phận An Khánh                                | 1929 1946 | Trống tòa                                                                        |                                                         |
| 2   | Giáo phận Bạng Phụ                                     | 1929      | Trống tòa                                                                        |                                                         |
| 3   | Giáo phận Vu Hồ                                        | 1921      | Giuse Lưu Tân Hồng*                                                              |                                                         |
| 4   | Tổng giáo phận Bắc Kinh                                | 1307 1946 | Giuse Lý Sơn [phó] Mátthêu Chân Tuyết Bân                                        |                                                         |
| 5   | Giáo phận An Quốc                                      | 1924      | Trống tòa                                                                        |                                                         |
| 6   | Giáo phận Bảo Định [Giáo phận Thanh Uyển]              | 1910      | James Tô Triết Dân [Phó] (*) Phanxicô An Thụ Tân                                 |                                                         |
| 7   | Giáo phận Cảnh Huyện                                   | 1939      | Phêrô Phong Tân Mão                                                              |                                                         |
| 8   | Giáo phận Chính Định                                   | 1856      | Giuliô Giả Trị Quốc                                                              |                                                         |
| 9   | Giáo phận Đại Danh                                     | 1935      | Trống tòa                                                                        |                                                         |
| 10  | Giáo phận Hiến Huyện                                   | 1856      | Giuse Lý Liên Quý                                                                |                                                         |
| 11  | Giáo phận Thiên Tân                                    | 1912      | Mêchiô Thạch Hồng Trinh                                                          |                                                         |
| 12  | Giáo phận Thuận Đức [Giáo phận Hình Đài]               | 1933      | Trống tòa                                                                        |                                                         |
| 13  | Giáo phận Thừa Đức                                     | 2018      | Giuse Quách Kim Tài*                                                             |                                                         |
| 14  | Giáo phận Triệu Huyện                                  | 1929      | / Sử Quang Đông                                                                  |                                                         |
| 15  | Giáo phận Tuyên Hóa                                    | 1926      | Tôma Triệu Khắc Huân [Phó] Agustinô Thôi Thái                                    |                                                         |
| 16  | Giáo phận Vĩnh Bình [Giáo phận Lư Long]                | 1899      | (*) Phêrô Phương Kiến Bình                                                       |                                                         |
| 17  | Giáo phận Vĩnh Niên [Giáo phận Ngụy Huyện]             | 1929      | Stêphanô Dương Tường Thái [Phó] Giuse Tôn Kế Căn                                 |                                                         |
| 18  | Tổng giáo phận Côn Minh                                | 1867 1946 | Giuse Mã Anh Lâm*                                                                |                                                         |
| 19  | Giáo phận Đại Lý                                       | 1929      | Trống tòa                                                                        |                                                         |
| 20  | Tổng giáo phận Hán Khẩu                                | 1696 1946 | Phanxicô Thôi Khánh Kỳ                                                           |                                                         |
| 21  | Giáo phận Bồ Kỳ [Giáo phận Xích Bích]                  | 1923      | Trống tòa                                                                        |                                                         |
| 22  | Giáo phận Hán Dương                                    | 1923      | Trống tòa Giám quản Phanxicô Xaviê Trần Thiên Hoài                               |                                                         |
| 23  | Giáo phận Kỳ Châu [Giáo phận Cần Xuân]                 | 1929      | Trống tòa                                                                        |                                                         |
| 24  | Giáo phận Lão Hà Khẩu                                  | 1870      | Trống tòa                                                                        |                                                         |
| 25  | Giáo phận Nghi Xương                                   | 1870      | Trống tòa                                                                        |                                                         |
| 26  | Giáo phận Thi Nam [Giáo phận Ân Thi]                   | 1938      | Trống tòa                                                                        |                                                         |
| 27  | Giáo phận Tương Dương                                  | 1936      | Trống tòa                                                                        |                                                         |
| 28  | Giáo phận Vũ Xương                                     | 1923      | Trống tòa                                                                        |                                                         |
| 29  | Tổng giáo phận Hàng Châu                               | 1910 1946 | Giuse Dương Vĩnh Cường                                                           | Tòa Thánh bổ nhiệm "Giám mục" cho "Giáo phận Hàng Châu" |
| 30  | Giáo phận Đài Châu [Giáo phận Lâm Hải]                 | 1926      | Trống tòa                                                                        |                                                         |
| 31  | Giáo phận Lệ Thủy                                      | 1931      | Trống tòa                                                                        |                                                         |
| 32  | Giáo phận Ninh Ba                                      | 1687      | Phanxicô Xaviê Kim Ngưỡng Khoa                                                   |                                                         |
| 33  | Giáo phận Vĩnh Gia [Giáo phận Ôn Châu]                 | 1949      | Phêrô Thiệu Chúc Mẫn                                                             |                                                         |
| 34  | Tổng giáo phận Khai Phong                              | 1916 1946 | Trống tòa                                                                        |                                                         |
| 35  | Giáo phận Lạc Dương                                    | 1929      | Placiđiô Bùi Vinh Quý (?) Phêrô Mao Khánh Phúc                                   |                                                         |
| 36  | Giáo phận Nam Dương                                    | 1844      | Phêrô Cận Lộc Cương                                                              |                                                         |
| 37  | Giáo phận Quy Đức Giáo phận Thương Khâu                | 1928      | Trống tòa                                                                        |                                                         |
| 38  | Giáo phận Tín Dương                                    | 1927      | Trống tòa                                                                        |                                                         |
| 39  | Giáo phận Trịnh Châu                                   | 1882      | Tađêô Vương Dược Thăng                                                           |                                                         |
| 40  | Giáo phận Trú Mã Điếm                                  | 1933      | Trống tòa                                                                        |                                                         |
| 41  | Giáo phận Vệ Huy [Giáo phận Cấp Huyện]                 | 1869      | Giuse Trương Ngân Lâm                                                            |                                                         |
| 42  | Tổng giáo phận Lan Châu                                | 1878 1946 | Giuse Hàn Chí Hải                                                                |                                                         |
| 43  | Giáo phận Bình Lương                                   | 1930      | Nicôla Hàn Kỷ Đức [Phó] Antôn Lý Huy                                             |                                                         |
| 44  | Giáo phận Tần Châu [Giáo phận Thiên Thủy]              | 1905      | Gioan Vương Nhã Vọng [Phó] - Tân cử Bosco Triệu Kiến Chương                      |                                                         |
| 45  | Tổng giáo phận Nam Kinh                                | 1659 1946 | * Phanxicô Lục Tân Bình                                                          |                                                         |
| 46  | Giáo phận Hải Môn                                      | 1926      | Trống tòa                                                                        |                                                         |
| 47  | Giáo phận Thượng Hải                                   | 1933      | Giuse Thẩm Bân Tađêô Mã Đạt Khâm Giuse Hình Văn Chi (?)                          |                                                         |
| 48  | Giáo phận Tô Châu                                      | 1949      | Giuse Từ Hoành Căn                                                               |                                                         |
| 49  | Giáo phận Từ Châu                                      | 1931      | Gioan Vương Nhân Lôi*                                                            |                                                         |
| 50  | Tổng giáo phận Nam Ninh                                | 1875 1946 | Giuse Đàm Yến Toàn                                                               |                                                         |
| 51  | Giáo phận Ngô Châu [Giáo phận Thương Ngô]              | 1930      | Trống tòa                                                                        |                                                         |
| 52  | Tổng giáo phận Nam Xương                               | 1696 1946 | Gioan Baotixita Lý Tô Quang Gioan Bành Vệ Chiếu (không được Tòa Thánh công nhận) |                                                         |
| 53  | Giáo phận Cám Châu                                     | 1920      | Trống tòa                                                                        |                                                         |
| 54  | Giáo phận Cát An                                       | 1879      | Trống tòa                                                                        |                                                         |
| 55  | Giáo phận Dư Giang                                     | 1885      | Trống tòa                                                                        |                                                         |
| 56  | Giáo phận Nam Thành                                    | 1932      | Trống tòa                                                                        |                                                         |
| 57  | Tổng giáo phận Phúc Châu                               | 1680 1946 | Trống tòa                                                                        |                                                         |
| 58  | Giáo phận Đinh Châu [Giáo phận Trường Đinh]            | 1923      | Trống tòa                                                                        |                                                         |
| 59  | Giáo phận Hạ Môn                                       | 1883      | Giuse Thái Bỉnh Thụy                                                             |                                                         |
| 60  | Giáo phận Phúc Ninh                                    | 1923      | Ignatiô Chiêm Tư Lộc                                                             |                                                         |
| 61  | Tổng giáo phận Phụng Thiên [Tổng giáo phận Thẩm Dương] | 1838 1946 | Phaolô Bùi Quân Dân                                                              |                                                         |
| 62  | Giáo phận Cát Lâm                                      | 1898      | Trống tòa                                                                        |                                                         |
| 63  | Giáo phận Diên Cát                                     | 1928      | Trống tòa                                                                        |                                                         |
| 64  | Giáo phận Doanh Khẩu                                   | 1949      | Trống tòa                                                                        |                                                         |
| 65  | Giáo phận Nhiệt Hà                                     | 1883      | Giám quản Gioan Trần Thương Bảo                                                  |                                                         |
| 66  | Giáo phận Phủ Thuận                                    | 1932      | Trống tòa                                                                        |                                                         |
| 67  | Giáo phận Tứ Bình Nhai [Giáo phận Tứ Bình]             | 1929      | ( ? )                                                                            |                                                         |
| 68  | Giáo phận Xích Phong                                   | 1922      | Trống tòa                                                                        |                                                         |
| 69  | Tổng giáo phận Quảng Châu                              | 1848 1946 | Giuse Cam Tuấn Khưu                                                              |                                                         |
| 70  | Giáo phận Bắc Hải                                      | 1920      | Phaolô Tô Vĩnh Thái                                                              |                                                         |
| 71  | Giáo phận Gia Ứng                                      | 1929      | Giuse Liêu Hoành Thanh                                                           |                                                         |
| 72  | Giáo phận Giang Môn                                    | 1924      | Phaolô Lương Kiến Sâm                                                            |                                                         |
| 73  | Giáo phận Sán Đầu                                      | 1914      | Giuse Hoàng Bính Chương                                                          |                                                         |
| 74  | Giáo phận Thiều Châu [Giáo phận Thiều Loan]            | 1920      | Trống tòa                                                                        |                                                         |
| 75  | Tổng giáo phận Quý Dương                               | 1696 1946 | Phaolô Tiêu Trạch Giang                                                          |                                                         |
| 76  | Giáo phận Nam Long                                     | 1922      | Trống tòa                                                                        |                                                         |
| 77  | Tổng giáo phận Tây An                                  | 1911 1946 | Antôn Đảng Minh Ngạn                                                             |                                                         |
| 78  | Giáo phận Chu Chí [Giáo phận Châu Trất]                | 1932      | Giuse Ngô Khâm Kính                                                              |                                                         |
| 79  | Giáo phận Diên An                                      | 1696      | Gioan Baotixita Dương Hiểu Đình                                                  |                                                         |
| 80  | Giáo phận Hán Trung                                    | 1887      | Alôsiô Dư Nhuận Thâm Phó Stêphanô Tư Hồng Vĩ                                     |                                                         |
| 81  | Giáo phận Phượng Tường                                 | 1932      | Phêrô Lý Hội Nguyên                                                              |                                                         |
| 82  | Giáo phận Tam Nguyên                                   | 1931      | Giuse Hàn Anh Tiến                                                               |                                                         |
| 83  | Tổng giáo phận Tế Nam                                  | 1839 1946 | Giuse Trương Hiến Vượng                                                          |                                                         |
| 84  | Giáo phận Chu Thôn                                     | 1929      | Trống tòa                                                                        |                                                         |
| 85  | Giáo phận Duy Phường                                   | 1931      | Antôn Tôn Văn Quân                                                               |                                                         |
| 86  | Giáo phận Duyện Châu                                   | 1885      | Gioan Lữ Bồi Sâm                                                                 |                                                         |
| 87  | Giáo phận Dương Cốc                                    | 1933      | Giuse Triệu Phượng Xương                                                         |                                                         |
| 88  | Giáo phận Nghi Châu                                    | 1937      | Gioan Phòng Hưng Diệu                                                            |                                                         |
| 89  | Giáo phận Tào Châu                                     | 1934      | Trống tòa                                                                        |                                                         |
| 90  | Giáo phận Thanh Đảo                                    | 1925      | Tôma Trần Thiên Hạo                                                              |                                                         |
| 91  | Giáo phận Yên Đài                                      | 1894      | Trống tòa Giám quản Gioan Phòng Hưng Diệu                                        |                                                         |
| 92  | Tổng giáo phận Thái Nguyên                             | 1890 1946 | Phaolô Mạnh Ninh Hữu                                                             |                                                         |
| 93  | Giáo phận Du Thứ                                       | 1931      | Trống tòa                                                                        |                                                         |
| 94  | Giáo phận Đại Đồng                                     | 1922      | Trống tòa                                                                        |                                                         |
| 95  | Giáo phận Hồng Động                                    | 1932      | Phêrô Lưu Căn Trụ                                                                |                                                         |
| 96  | Giáo phận Lộ An                                        | 1696      | Phêrô Đinh Lệnh Bân                                                              |                                                         |
| 97  | Giáo phận Lữ Lương (Phần Dương cũ)                     | 1926      | Antôn Kí Vĩ Trung                                                                |                                                         |
| 98  | Giáo phận Sóc Châu [Giáo phận Sóc Huyện]               | 1926      | Phaolô Mã Tồn Quốc                                                               |                                                         |
| 99  | Tổng giáo phận Trùng Khánh                             | 1856 1946 | Trống tòa                                                                        |                                                         |
| 100 | Giáo phận Gia Định                                     | 1929      | * Phaolô Lôi Thế Ngân                                                            |                                                         |
| 101 | Giáo phận Khang Định                                   | 1846      | Gioan Baotixita Vương Nhã Hàn                                                    |                                                         |
| 102 | Giáo phận Ninh Viễn                                    | 1910      | Giuse Lôi Gia Bồi                                                                |                                                         |
| 103 | Giáo phận Thành Đô                                     | 1696      | Giuse Đường Viễn Các                                                             |                                                         |
| 104 | Giáo phận Thuận Khánh                                  | 1929      | Giuse Trần Công Ngao                                                             |                                                         |
| 105 | Giáo phận Tự Phủ                                       | 1860      | Phêrô La Tuyết Cương                                                             |                                                         |
| 106 | Giáo phận Vạn Huyện                                    | 1929      | Phaolô Hà Trạch Thanh                                                            |                                                         |
| 107 | Tổng giáo phận Trường Sa                               | 1856 1946 | Methodius Khuất Ái Lâm                                                           |                                                         |
| 108 | Giáo phận Hoành Châu                                   | 1930      | Trống tòa Giám quản Methodius Khuất Ái Lâm                                       |                                                         |
| 109 | Giáo phận Nguyên Lăng [Giáo phận Thần Châu]            | 1925      | Trống tòa Giám quản Methodius Khuất Ái Lâm                                       |                                                         |
| 110 | Giáo phận Thường Đức                                   | 1879      | Trống tòa Giám quản Methodius Khuất Ái Lâm                                       |                                                         |
| 111 | Tổng giáo phận Tuy Viễn                                | 1883 1946 | Phaolô Mạnh Thanh Lộc                                                            |                                                         |
| 112 | Giáo phận Ninh Hạ                                      | 1922      | Giuse Lý Tinh                                                                    |                                                         |
| 113 | Giáo phận Tập Ninh                                     | 1929      | Antôn Diêu Thuận                                                                 |                                                         |
| 114 | Giáo phận Tây Loan Tử                                  | 1840      | Trống tòa                                                                        |                                                         |

Các giáo phận thuộc giáo tỉnh Đài Loan
| STT | Giáo phận              | Thành lập | Giám mục / Linh mục quản nhiệm                                | Nhà thờ chính tòa |
| --- | ---------------------- | --------- | ------------------------------------------------------------- | ----------------- |
| 1   | Tổng giáo phận Đài Bắc | 1949 1952 | Tôma Chung An Trụ                                             |                   |
| 2   | Giáo phận Cao Hùng     | 1913      | Phêrô Lưu Chấn Trung                                          |                   |
| 3   | Giáo phận Tân Trúc     | 1961      | Gioan Baotixita Lý Khắc Mẫn                                   |                   |
| 4   | Giáo phận Đài Nam      | 1961      | Gioan Lý Nhã Vọng Gioan Baotixita Huỳnh Mẫn Chính \|\|        |                   |
| 5   | Giáo phận Đài Trung    | 1951      | Martinô Tô Diệu Vấn                                           |                   |
| 6   | Giáo phận Gia Nghĩa    | 1952      | Trống tòa Nôbectô Phổ Anh Hùng\|\|                            |                   |
| 7   | Giáo phận Hoa Liên     | 1952      | Gioan Baotixita Tăng Kiến Thứ Philípphê Hoàng Triệu Minh \|\| |                   |

Các giáo phận độc lập và hạt Tông tòa
| STT | Giáo phận                                                        | Thành lập | Giám mục / Linh mục quản nhiệm                                   | Nhà thờ chính tòa |
| --- | ---------------------------------------------------------------- | --------- | ---------------------------------------------------------------- | ----------------- |
| 1   | Giáo phận Macau                                                  | 1576      | Stêphanô Lý Bân Sinh                                             |                   |
| 2   | Giáo phận Hồng Công                                              | 1841      | Gioan Thang Hán Giuse Hạ Chí Thành                               |                   |
| 3   | Hạt Giám quản Tông Tòa Cáp Nhĩ Tân                               | 1931      | Trống tòa Giám quản Giuse Triệu Hoành Xuân Giuse Nhạc Phúc Sinh* |                   |
| 4   | Hạt Phủ doãn Tông Tòa Vĩnh Châu                                  | 1925      | Trống tòa Giám quản Methodius Khuất Ái Lâm                       |                   |
| 5   | Hạt Phủ doãn Tông Tòa Hưng An Phủ                                | 1928      | Gioan Baotixita Vương Hiểu Huân                                  |                   |
| 7   | Hạt Phủ doãn Tông Tòa Lâm Thanh                                  | 1931      | Trống tòa                                                        |                   |
| 8   | Hạt Phủ doãn Tông Tòa Lễ Châu [Hạt Phủ doãn Tông Tòa Lễ Huyện]   | 1931      | Trống tòa Giám quản Methodius Khuất Ái Lâm                       |                   |
| 9   | Hạt Phủ doãn Tông Tòa Nhạc Dương                                 | 1931      | Trống tòa Giám quản Methodius Khuất Ái Lâm                       |                   |
| 10  | Hạt Phủ doãn Tông Tòa Tề Tề Cáp Nhĩ                              | 1931      | Giuse Ngụy Cảnh Nghĩa                                            |                   |
| 11  | Hạt Phủ doãn Tông Tòa Chiêu Thông                                | 1935      | Trống tòa                                                        |                   |
| 12  | Hạt Phủ doãn Tông Tòa Dịch Huyện                                 | 1935      | Gioan Trương Khánh Thiên                                         |                   |
| 13  | Hạt Phủ doãn Tông Tòa Đồng Châu                                  | 1935      | Giuse Đồng Trường Bình                                           |                   |
| 14  | Hạt Phủ doãn Tông Tòa Giáng Châu Hạt Phủ doãn Tông Tòa Tân Giáng | 1936      | Trống tòa                                                        |                   |
| 15  | Hạt Phủ doãn Tông Tòa Hải Nam                                    | 1936      | Trống tòa                                                        |                   |
| 16  | Hạt Phủ doãn Tông Tòa Sa Thị                                     | 1936      | Trống tòa                                                        |                   |
| 17  | Hạt Phủ doãn Tông Tòa Tân Hương                                  | 1936      | Giuse Trương Duy Trụ                                             |                   |
| 18  | Hạt Phủ doãn Tông Tòa Lâm Đông                                   | 1937      | Mátthia Đỗ Giang                                                 |                   |
| 19  | Hạt Phủ doãn Tông Tòa Tây Ninh                                   | 1937      | Mátthia Cố Chinh                                                 |                   |
| 20  | Hạt Phủ doãn Tông Tòa Thạch Thiên                                | 1937      | Trống tòa                                                        |                   |
| 21  | Hạt Phủ doãn Tông Tòa Truân Khê                                  | 1937      | Trống tòa                                                        |                   |
| 22  | Hạt Phủ doãn Tông Tòa Tùy Huyện                                  | 1937      | Trống tòa                                                        |                   |
| 23  | Hạt Phủ doãn Tông Tòa Tương Đàm                                  | 1937      | Trống tòa Giám quản Methodius Khuất Ái Lâm                       |                   |
| 24  | Hạt Phủ doãn Tông Tòa Bảo Khánh                                  | 1938      | Trống tòa Giám quản Methodius Khuất Ái Lâm                       |                   |
| 25  | Hạt Phủ doãn Tông Tòa Kiến Âu                                    | 1938      | Trống tòa                                                        |                   |
| 26  | Hạt Phủ doãn Tông Tòa Quế Lâm                                    | 1938      | Trống toà                                                        |                   |
| 27  | Hạt Phủ doãn Tông Tòa Tân Cương                                  | 1938      | Trống tòa                                                        |                   |
| 28  | Hạt Phủ doãn Tông Tòa Thiệu Vũ                                   | 1938      | Phêrô Ngô Dịch Thuận                                             |                   |
| 29  | Hạt Phủ doãn Tông Tòa Uy Hải Vệ                                  | 1938      | Trống tòa                                                        |                   |
| 30  | Hạt Phủ doãn Tông Tòa Giai Mộc Tư                                | 1940      | Trống tòa                                                        |                   |
| 31  | Hạt Phủ doãn Tông Tòa Hải Châu                                   | 1948      | Trống tòa                                                        |                   |
| 32  | Hạt Phủ doãn Tông Tòa Dương Châu                                 | 1949      | Trống tòa                                                        |                   |

### Hệ thống giáo phận bất hợp thức
Sau năm 1956, Tòa Thánh và chính quyền Cộng hòa Nhân dân Trung Hoa cắt đứt mọi quan hệ. Trên thực tế, dưới sự bảo trợ của chính quyền Trung Quốc, hình thành một giáo hội Trung Quốc tự chủ với sự điều hành của Hội Công giáo Yêu nước Trung Quốc và Giám mục đoàn Công giáo Trung Quốc, gần như độc lập với Giáo hội Công giáo hoàn vũ. Hệ thống các giáo phận được Tòa Thánh thiết lập cơ bản năm 1946 cũng bị thay đổi với nhiều khác biệt. Cơ bản các Tổng giáo phận chuyển thành các giáo phận (như Tổng giáo phận Bắc Kinh đổi thành Giáo phận Bắc Kinh), các hạt Tông Tòa đều được nâng thành giáo phận (Hạt Phủ doãn Tông Tòa Thiệu Vũ đổi thành Giáo phận Mân Bắc), hầu hết các giáo phận bị đổi tên (như Giáo phận Chính Định bị đổi thành Giáo phận Thạch Gia Trang), một số giáo phận bị sáp nhập để thành lập giáo phận mới (như các giáo phận Cát Lâm, Diên Cát, Tề Tề Cáp Nhĩ, Giai Mộc Tư được hợp nhất thành giáo phận Cáp Nhĩ Tân, sau đổi thành giáo phận Hắc Long Giang).
Ngoài ra, giáo tỉnh Đài Loan, các giáo phận Hongkong, Macau và hạt Phủ doãn Tông Tòa Ulaanbaatar (giáo hội Trung Quốc đặt là giáo phận Khố Luân), không thuộc quyền kiểm soát của Giám mục đoàn Công giáo Trung Quốc nên không nằm trong hệ thống giáo phận Trung Quốc. Ngoài ra, các giáo xứ trên quần đảo Kim Môn tuy thuộc về giáo phận Hạ Môn, nhưng trên thực tế do Tổng giáo phận Đài Bắc cai quản.
| STT | Giáo phận                      | Thành lập | Giám mục quản nhiệm | Nhà thờ chính tòa |
| --- | ------------------------------ | --------- | ------------------- | ----------------- |
| 1   | Giáo phận An Dương             | 1869      |                     |                   |
| 2   | Giáo phận An Huy               | 1929      |                     |                   |
| 3   | Giáo phận An Khang             | 1928      |                     |                   |
| 4   | Giáo phận An Quốc              | 1924      |                     |                   |
| 5   | Giáo phận Ba Ngạn Náo Nhĩ Minh | 1980      |                     |                   |
| 6   | Giáo phận Bao Đầu              | 1980      |                     |                   |
| 7   | Giáo phận Bảo Định             | 1910      |                     |                   |
| 8   | Giáo phận Bắc Kinh             | 1690      |                     |                   |
| 9   | Giáo phận Bình Lương           | 1930      |                     |                   |
| 10  | Giáo phận Bồ Kỳ                | 1923      |                     |                   |
| 11  | Giáo phận Cát Lâm              | 1898      |                     |                   |
| 12  | Giáo phận Chiêu Thông          | 1935      |                     |                   |
| 13  | Giáo phận Chu Chí              | 1932      |                     |                   |
| 14  | Giáo phận Chu Thôn             | 1929      |                     |                   |
| 15  | Giáo phận Côn Minh             | 1867      |                     |                   |
| 16  | Giáo phận Diên An              | 1696      |                     |                   |
| 17  | Giáo phận Duyện Châu           | 1885      |                     |                   |
| 18  | Giáo phận Đài Châu             | 1926      |                     |                   |
| 19  | Giáo phận Đại Đồng             | 1922      |                     |                   |
| 20  | Giáo phận Đại Lý               | 1929      |                     |                   |
| 21  | Giáo phận Đường Sơn            | 1899      |                     |                   |
| 22  | Giáo phận Giang Môn            | 1914      |                     |                   |
| 23  | Giáo phận Giang Tây            | 1696      |                     |                   |
| 24  | Giáo phận Hạ Môn               | 1883      |                     |                   |
| 25  | Giáo phận Hà Trạch             | 1934      |                     |                   |
| 26  | Giáo phận Hải Môn              | 1926      |                     |                   |
| 27  | Giáo phận Hải Nam              | 1936      |                     |                   |
| 28  | Giáo phận Hàm Đan              | 1929      |                     |                   |
| 29  | Giáo phận Hãn Châu             | 1982      |                     |                   |
| 30  | Giáo phận Hán Trung            | 1887      |                     |                   |
| 31  | Giáo phận Hàng Châu            | 1910      |                     |                   |
| 32  | Giáo phận Hành Thủy            | 1939      |                     |                   |
| 33  | Giáo phận Hắc Long Giang       | 1959      |                     |                   |
| 34  | Giáo phận Hình Đài             | 1929      |                     |                   |
| 35  | Giáo phận Hô Hòa Hạo Đặc       | 1883      |                     |                   |
| 36  | Giáo phận Hồ Nam               | 1856      |                     |                   |
| 37  | Giáo phận Khai Phong           | 1916      |                     |                   |
| 38  | Giáo phận Khang Định           | 1846      |                     |                   |
| 39  | Giáo phận Kinh Châu            | 1936      |                     |                   |
| 40  | Giáo phận Lạc Dương            | 1929      |                     |                   |
| 41  | Giáo phận Lan Châu             | 1878      |                     |                   |
| 42  | Giáo phận Lâm Nghi             | 1937      |                     |                   |
| 43  | Giáo phận Lâm Phần             | 1932      |                     |                   |
| 44  | Giáo phận Lệ Thủy              | 1931      |                     |                   |
| 45  | Giáo phận Liêu Ninh            | 1838      |                     |                   |
| 46  | Giáo phận Liêu Thành           | 1933      |                     |                   |
| 47  | Giáo phận Lữ Lương             | 1926      |                     |                   |
| 48  | Giáo phận Mai Châu             | 1929      |                     |                   |
| 49  | Giáo phận Mân Bắc              | 1938      |                     |                   |
| 50  | Giáo phận Mân Đông             | 1923      |                     |                   |
| 51  | Giáo phận Nam Dương            | 1844      |                     |                   |
| 52  | Giáo phận Nam Kinh             | 1658      |                     |                   |
| 53  | Giáo phận Nam Sung             | 1929      |                     |                   |
| 54  | Giáo phận Nghi Tân             | 1860      |                     |                   |
| 55  | Giáo phận Nghi Xương           | 1870      |                     |                   |
| 56  | Giáo phận Nhạc Sơn             | 1929      |                     |                   |
| 57  | Giáo phận Ninh Ba              | 1687      |                     |                   |
| 58  | Giáo phận Ninh Hạ              | 1922      |                     |                   |
| 59  | Giáo phận Ô Lan Sát Bố Minh    | 1929      |                     |                   |
| 60  | Giáo phận Ôn Châu              | 1949      |                     |                   |
| 61  | Giáo phận Phúc Châu            | 1680      |                     |                   |
| 62  | Giáo phận Phượng Tường         | 1932      |                     |                   |
| 63  | Giáo phận Quảng Châu           | 1848      |                     |                   |
| 64  | Giáo phận Quảng Tây            | 1875      |                     |                   |
| 65  | Giáo phận Quý Châu             | 1696      |                     |                   |
| 66  | Giáo phận Sán Đầu              | 1914      |                     |                   |
| 67  | Giáo phận Sóc Châu             | 1926      |                     |                   |
| 68  | Giáo phận Tam Nguyên           | 1931      |                     |                   |
| 69  | Giáo phận Tân Cương            | 1930      |                     |                   |
| 70  | Giáo phận Tân Hương            | 1936      |                     |                   |
| 71  | Giáo phận Tấn Thành            | 1982      |                     |                   |
| 72  | Giáo phận Tấn Trung            | 1931      |                     |                   |
| 73  | Giáo phận Tây An               | 1911      |                     |                   |
| 74  | Giáo phận Tây Ninh             | 1937      |                     |                   |
| 75  | Giáo phận Tây Xương            | 1910      |                     |                   |
| 76  | Giáo phận Tế Nam               | 1839      |                     |                   |
| 77  | Giáo phận Thạch Gia Trang      | 1856      |                     |                   |
| 78  | Giáo phận Thái Nguyên          | 1890      |                     |                   |
| 79  | Giáo phận Thanh Châu           | 1931      |                     |                   |
| 80  | Giáo phận Thanh Đảo            | 1925      |                     |                   |
| 81  | Giáo phận Thành Đô             | 1696      |                     |                   |
| 82  | Giáo phận Thiên Tân            | 1924      |                     |                   |
| 83  | Giáo phận Thiên Thủy           | 1905      |                     |                   |
| 84  | Giáo phận Thiều Quan           | 1920      |                     |                   |
| 85  | Giáo phận Thừa Đức             | 1883      |                     |                   |
| 86  | Giáo phận Thương Châu          | 1856      |                     |                   |
| 87  | Giáo phận Thương Khâu          | 1928      |                     |                   |
| 88  | Giáo phận Thượng Hải           | 1933      |                     |                   |
| 89  | Giáo phận Tín Dương            | 1927      |                     |                   |
| 90  | Giáo phận Tô Châu              | 1949      |                     |                   |
| 91  | Giáo phận Trạm Giang           | 1920      |                     |                   |
| 92  | Giáo phận Trịnh Châu           | 1882      |                     |                   |
| 93  | Giáo phận Trú Mã Điếm          | 1933      |                     |                   |
| 94  | Giáo phận Trùng Khánh          | 1856      |                     |                   |
| 95  | Giáo phận Trương Gia Khẩu      | 1926      |                     |                   |
| 96  | Giáo phận Trường Trị           | 1696      |                     |                   |
| 97  | Giáo phận Từ Châu              | 1931      |                     |                   |
| 98  | Giáo phận Tương Phàn           | 1936      |                     |                   |
| 99  | Giáo phận Vạn Châu             | 1929      |                     |                   |
| 100 | Giáo phận Vận Thành            | 1936      |                     |                   |
| 101 | Giáo phận Vị Nam               | 1931      |                     |                   |
| 102 | Giáo phận Vũ Hán               | 1696      |                     |                   |
| 103 | Giáo phận Xích Phong           | 1922      |                     |                   |
| 104 | Giáo phận Yên Đài              | 1894      |                     |                   |